# برمجة كمومية

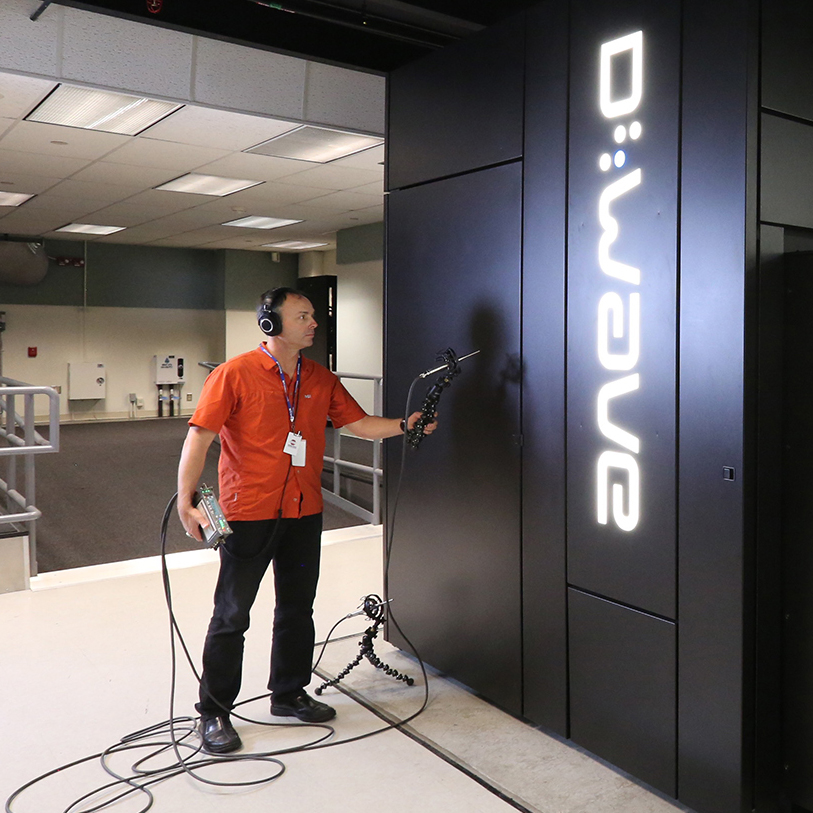

البرمجة الكمومية هي عملية تجميع تسلسلات من التعليمات، تسمى البرامج الكمومية، القادرة على العمل على الكمبيوتر الكمومي، تساعد لغات البرمجة الكمومية على التعبير عن خوارزميات الكم باستخدام تركيبات عالية المستوى.

## مجموعات تعليمات الكم
(بالإنجليزية: Quantum instruction sets)‏ تُستخدم مجموعات التعليمات الكمية لتحويل الخوارزميات ذات المستوى الأعلى إلى تعليمات يمكن تنفيذها على معالجات الكم، في بعض الأحيان تكون هذه التعليمات خاصة بمنصة أجهزة معينة، على سبيل المثال المصائد الأيونية أو الكوبيتات فائقة التوصيل.